# منتخب أستراليا لكرة اليد للسيدات
منتخب أستراليا لكرة اليد للسيدات هو الممثل الرسمي لأستراليا في رياضة كرة اليد. شارك في بطولة العالم لكرة اليد للسيدات 7 مرات وكانت المشاركة الأولى في سنة 1999، كان أفضل مركز له فيها هو الثالث والعشرون. شارك في كرة اليد في الألعاب الأولمبية الصيفية مرة واحدة وكانت تلك المشاركة في سنة 2000. شارك في بطولة أوقيانوسيا لكرة اليد 6 مرات وكانت المشاركة الأولى في سنة 1997، كان أفضل مركز له فيها هو الأول.